# Micziné Hamza Ibolya
Micziné Hamza Ibolya (Nagykálló, 1948. szeptember 14. –) magyarországi cigány festőművész. Mocsár Gyula zenész és festő unokahúga.

## Életpályája
Zenész cigány családban született, felnőve Miczi Károly zenészhez ment férjhez, férjével Nyírbátorba költöztek. Férje váratlanul bekövetkezett halála után, 1996-ban kezdett festeni. A festés úgy hatott rá, mint egy pszichoterápiai kezelés, megnyugtatta, segített feldolgozni a közeli hozzátartozó elvesztését. Tájképeket, csendéleteket, olykor életképeket és szakrális képeket is fest, Amedeo Modigliani stílusára emlékeztetően nyújtott arcképeket és emberalakokat ábrázol. Minden festménye akvarell, mivel asztmája miatt az olajfesték allergiás tüneteket vált ki nála. Korai képeit Makai Zsuzsa tűzzománcfestő és a nyírbátori alkotóház vezetője „zsűrizte”, később Bánszky Pál is további alkotásra biztatta. A biztatások fokozták Micziné Hamza Ibolya alkotói kedvét, és hamarosan kiállításokon jelent meg itthon és külföldön, 2002-ben a stuttgarti Magyar Kulturális Intézetben, 2004-ben Genfben, majd Miskolcon, Marosvásárhelyen, Nyírbátorban, a budapesti Bank Centerben, a Karinthy Szalonban, a ferencvárosi Roma Kulturális Fesztiválon, a Castro és Fotocella kávézókban, a zebegényi Szőnyi István Múzeumban és Oroszországban. Alkotásait videoművészeti projektek is hasznosították. A 2009-es Magyar festészet című reprezentatív albumba 7 akvarelljét válogatták be.

## A 2009-es Cigány festők című albumba beválogatott képei

### Női portré
- Szerelmes vagyok, tűzzel éget (akvarell, papír, 50x70 cm, 2007)

### Tájképek
- Malinskai híd (akvarell, papír, 70x50 cm, 2007)
- Alpesi táj (akvarell, papír, 70x50 cm, 2008)

### Csendélet
- Nyíló orgona (akvarell, papír, 50x70 cm, 2007)
- Nyíló krizantémok (akvarell, papír, 50x70 cm, 2008)

### Életkép
- Szegénység (akvarell, papír, 70x50 cm, 2007)

### Szakrális kép
- Jézus (akvarell, papír, 40x50 cm, 2007)[1]